# Бобак Роман Ярославович
Роман Ярославович Бобак (нар. 1 грудня 1990, Самбір, Львівська область, УРСР) — український футболіст, захисник та півзахисник німецького клубу «Нойштреліц».

## Клубна кар'єра
Вихованець Дніпропетровського вищого училища фізичної культури. Перший тренер — Віктор Михайлович Ястребов. У 2007 році підписав контракт з польською командою «Сталь» (Ряшів). У січні 2008 року перейшов до «Сярки» (Тарнобжег). У 2010 році залишив розташування «Сярки» та перейшов у варшавську «Полонію», у футболці якої дебютував у польській Екстраклясі. У 2011 році залишив Польщу та повернувся в Україну, де підписав контракт з дніпродзержинською «Сталью». Проте вже влітку 2011 року повернувся в «Сярку», в якій виступав до 2012 року. Про кар'єру Романа з 2012 по 2015 рік нічого невідомо. Сезон 2015/16 років розпочав у «П'ясті» (Тучемпи), у липні 2016 році повернувся грати в Україну і підписав контракт з командою «Гірник-спорт». У січні 2017 року перейшов до клубу австрійської Регіоналліги «Аустрія Клагенфурт». У футболці каринтійського клубу зіграв 11 матчів у Регіоналлізі, в яких відзначився 3-а голами.
У сезоні 2017/18 років підсилив клуб п'ятого австрійського дивізіону «Рітцинг». Допоміг команді вийти до Бургендландліги. У серпні 2018 року виїхав до Німеччини, де підписав контракт з клубом п'ятого дивізіону ФК «Нойштреліц».

## Кар'єра в збірній
У 2006 році викликався до складу юнацької збірної України (U-16).

## Особисте життя
Одружений, у грудні 2016 року народився син.